# John Wilbye
John Wilbye (7 de marzo de 1574, Diss, Norfolk - septiembre de 1638, Colchester, Essex) fue un compositor británico.

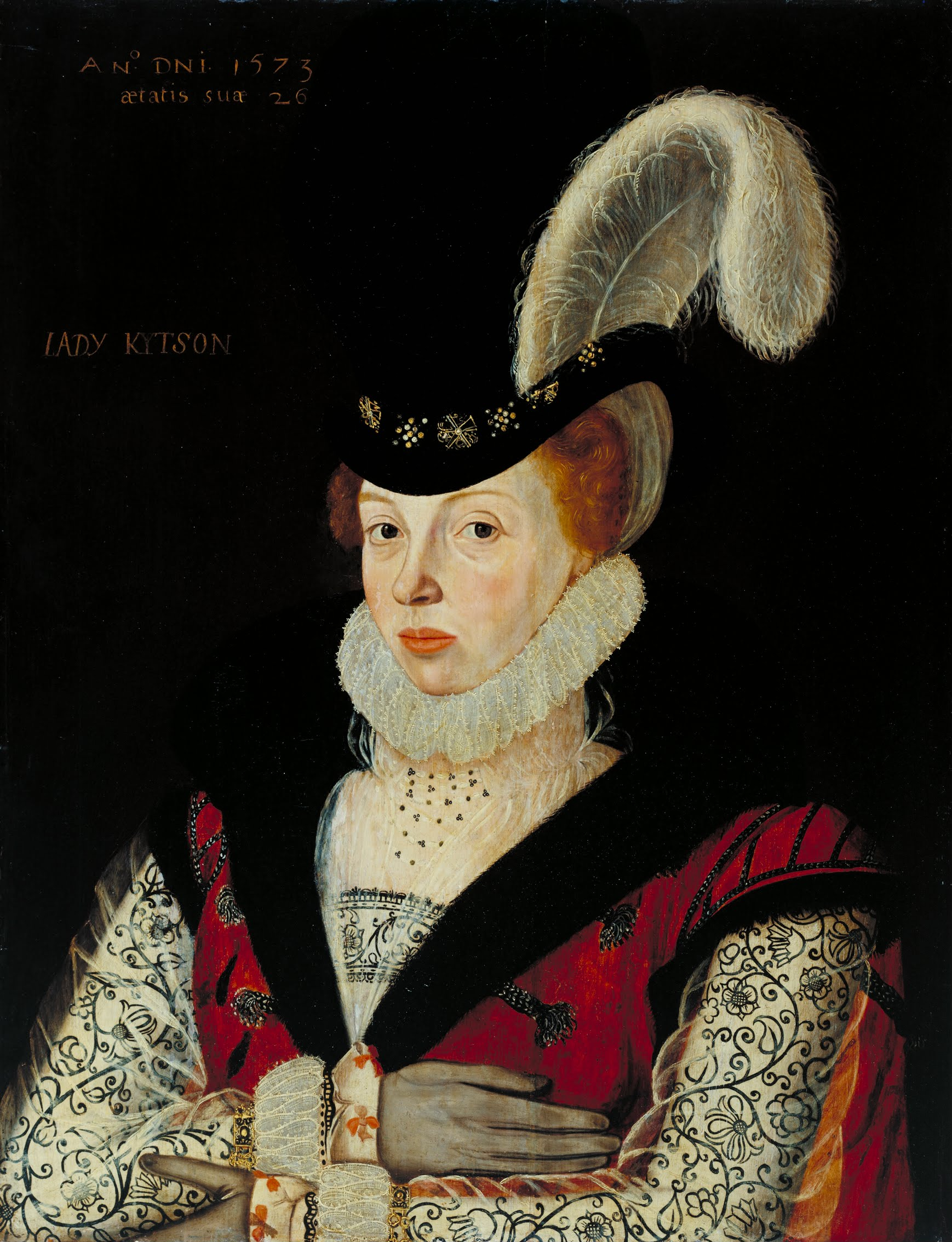
La patrona de Wilbye: Elizabeth Kitson (de apellido de soltera, Cornwallis), retratada por George Gower en 1573, el año anterior al del nacimiento del músico.

Wilbye estuvo siempre al servicio de la familia Kytson como músico interno del palacete de Hengrave Hall y después en Colchester desde 1628. Fue uno de los más refinados madrigalistas ingleses, aunque sólo sacó a la luz pública dos compendios, uno en 1598 y el otro en 1609.